# Montescheno
Montescheno – miejscowość i gmina we Włoszech, w regionie Piemont, w prowincji Cusio Ossola, w dolinie Val di Antrona w Alpach Pennińskich.
Położona około 120 kilometrów na północny wschód od Turynu i około 30 kilometrów na północny zachód od Verbanii.
Według danych na rok 2004 gminę zamieszkiwało 441 osób, 20 os./km².